# John James (coureur)
John James (Packwood, Warwickshire, 10 mei 1914 – St. Julian's, Malta, 27 januari 2002) was een Brits Formule 1-coureur. Hij reed in 1951 1 Grand Prix voor het team Maserati, maar scoorde daarin geen punten.